# William Cobbett
William Cobbett, también conocido por su pseudónimo Peter Porcupine (Farnham, Surrey, 9 de marzo de 1763-Normandy, Surrey, 18 de junio de 1835) fue un periodista, naturalista y político británico.

## Biografía
Hijo de un granjero de Surrey, siguió la carrera militar y estuvo un tiempo acuartelado en Halifax, Canadá. Se licenció del ejército en 1791 con el grado de sargento mayor. Pasó numerosos años en los Estados Unidos (1792-1800), época en que se casó en Woolwich con Anne Reid (1792), a quien había conocido en Fort Howe (Saint John). Escribió El amigo del soldado (1792), una protesta contra los bajos salarios y los malos tratos de los soldados alistados en el ejército británico. Huyó a la Francia revolucionaria en marzo de 1792 para evitar represalias y aprender francés. En la primavera de 1793 volvió a Estados Unidos, se estableció en Filadelfia, y siguió publicando otros diversos panfletos bajo el pseudónimo de Peter Porcupine, mientras sobrevivía como profesor y traductor de inglés y francés. Se enfrentó al médico Benjamin Rush, cuyas arbitrarias sangrías en la epidemia de fiebre amarilla habían provocado numerosas muertes, y aunque perdió el pleito por difamación, no pagó la multa y huyó a Nueva York.
Volvió al Reino Unido en 1800. Si bien William Pitt (el Joven) le ofreció costearle un periódico, prefirió ser independiente y fundar otro él mismo: The Porcupine, que duró entre 1800 y 1801. Lo intentó de nuevo en 1804 fundando el periódico radical Political Register (1802-1835), que fue a menudo perseguido. Como su director, permaneció dos años en la cárcel entre 1810 y 1812 debido a uno de los editoriales y tuvo que huir a Estados Unidos entre 1817 y 1819 porque el gobierno tramaba contra él, mientras su amigo William Benbow lo sustituyó en la dirección del periódico. Volvió en 1819 con los huesos del revolucionario Thomas Paine, hoy perdidos, con su Gramática inglesa recién escrita y con el deseo de iniciar un negocio de viveros de plantas norteamericanas y francesas, en particular una productiva variedad de maíz (maíz de Cobbett). El Political Register se convirtió en el periódico más leído por la clase obrera, y gracias a su apoyo fue posible la nueva Ley de reforma electoral de 1832, que evitó una revolución. Tras haberse presentado infructuosamente dos veces, fue elegido por fin en 1832 miembro de la Cámara de los Comunes por Oldham, como se ha dicho, gracias a esta ley que aumentaba el número de votantes, y batalló sin descanso contra la excesiva deuda nacional y los impuestos que asfixiaban la actividad económica de la clase baja, y se opuso a la ley que gravaba toda importación de maíz. Combatió, asimismo, la corrupción, y el reparto de sinecuras y prebendas. En 1807, apoyó a reformistas como Francis Burdett y John Cartwright, y, sin ser él mismo católico, sostuvo la emancipación de los católicos del Reino Unido. Aquejado por la paranoia, se retiró en 1831 a una granja de Normandy en Surrey, a poca distancia de su aldea natal, donde murió el 18 de junio de 1835. Su biografía fue escrita por G. K. Chesterton.

## Escritos

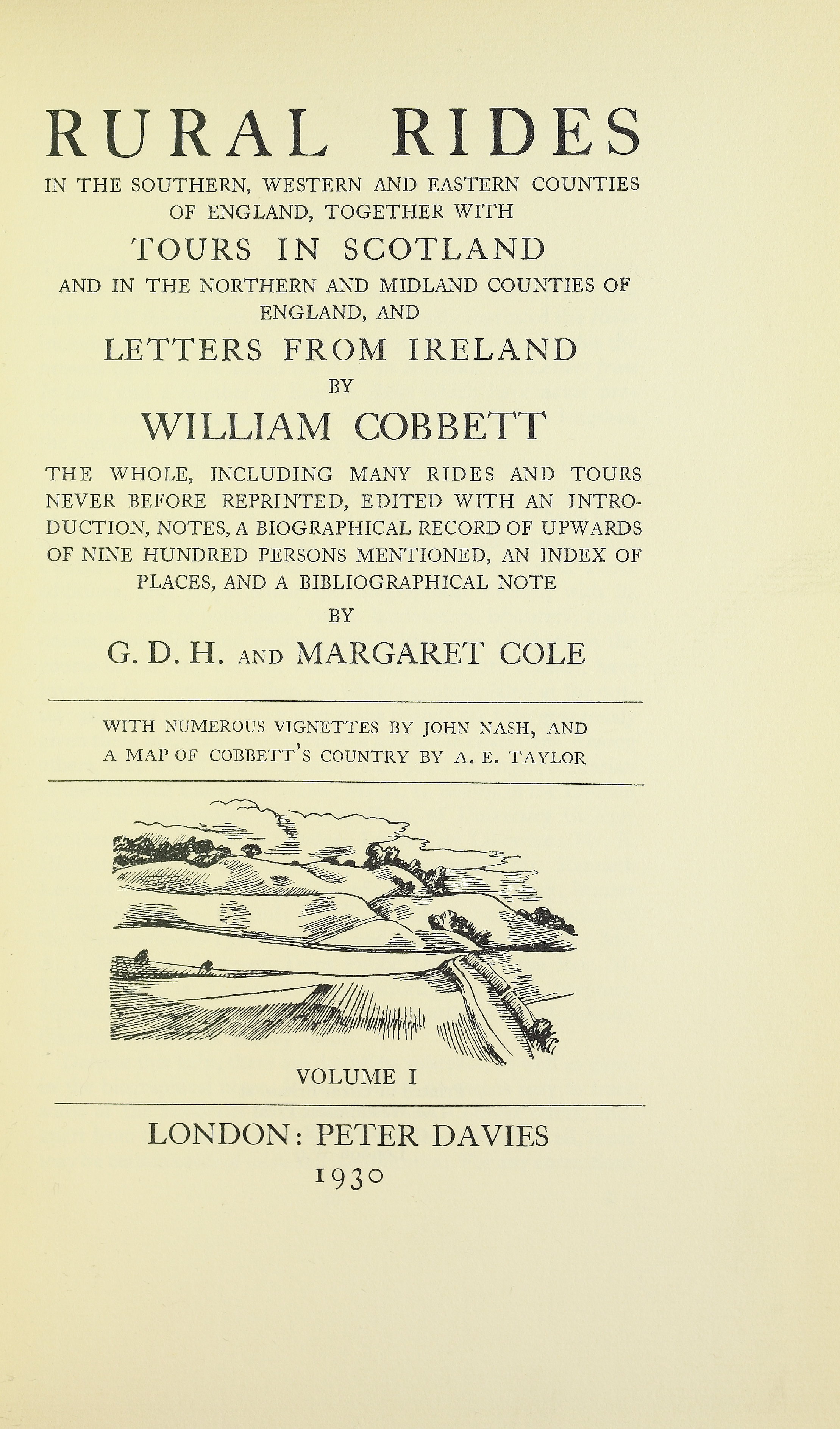
Rural rides in the southern, western and eastern counties of England, 1930

Publicó una Historia de la Reforma en Inglaterra e Irlanda (1826), una Grammar of the English Language (gramática de la lengua inglesa); dos manuales de jardinería, The English Gardener (1819) y The American Gardener (1821); The Woodlands, 1825, un tratado de arboricultura; el Tratado sobre el maíz de Cobbett (1828) y unos Rural rides ("Paseos rurales", 1830), previamente publicados en The Register, que volvió a dirigir en 1821.